# GOING STEADY
GOING STEADY（ゴーイング・ステディ）は、インディーズで活動していた日本の4人組パンク・ロックバンドである。略称はゴイステ。2003年に解散した。レーベルは当初UKプロジェクト傘下のLibra records、2002年12月からはUKプロジェクト傘下に設立した自身のレーベル「初恋妄℃学園」（はつこいモードがくえん）に所属した。

## メンバー
- ミネタカズノブ（峯田和伸、1977年12月10日 - ） - ボーカル、ギター、シンセサイザー担当。山形県東村山郡山辺町出身。
- アサイタケオ（浅井威雄、1976年4月14日 - ） - ギター、コーラス担当。愛知県出身。
- アビコシンヤ（安孫子真哉、1978年9月17日 - ）- ベース、鉄琴担当。山形県寒河江市出身。
- ムライマモル（村井守、1978年1月15日 - ）- ドラム、叫び担当。山形県山形市出身。

## 経歴
1996年に母体となるバンドを結成。
バンド名はメンバーがリスペクトするパンクバンド、バズコックスのベスト盤『SINGLES GOING STEADY』に由来。
1997年夏、アビコシンヤ加入。10月、高円寺GEARにて初ライブ。
1998年夏、バンドにとって初のデモテープを製作。当時、TV- FREAK RECORDSの プロデューサーをしていたYOUNG PUNCH福井の目にとまりVA「TV-FREAK A GO GO2」に参加。時期を同じくしてムライマモル加入。それまでドラムを担当していたアサイがギターを弾くようになる。
1999年1月におこなわれた東京ー名古屋ー大阪でのTV-FREAK NIGHTにトップバッターとして出演しすべての会場で1000人ものオーディエンスに強力な印象を与える。春、YOUNG PUNCH “Baby world TOUR”に全21 ケ所同行。バンド自身初の全国TOURとなった。このTOURによりGOING STEADYの名前は全国のパンク／スカ・パンクファンに知られるようになった。6月25日、初の単独音源、1Stシングル「YOU＆I」発売。たった1ヵ月で10,000枚を超すヒットとなり大きな話題になった。夏あたりから急激にライブの本数が増え、多いときには月に10本以上をこなしていた。7月6日、渋谷GIG-ANTICにてテラダメグミ主催のイベント「D.H.B☆Vol.01」に出演。共演はDASH BOARD、U CAN'T SAY NO!、Borstal Lounge、アルケミスト。8月28日、奈良県生駒山にて行われたFM802主催のフリーイベントにSNAIL RAMPらと出演。GOING STEADYがステージに登場し一曲目を始めた瞬間に押しかけたオーディエンスにより柵が倒れ人が将棋倒しになり、イベントは一時中断となった。幸い軽いケガ人だけですんでのだが重苦しい雰囲気のなか演奏を再開したGOING STEADYのあまりにも熱いライブに関西のオーディエンスはその場でしゃがみながら彼等のライブに熱狂していた。10月5日、渋谷GIG-ANTICにてテラダメグミ主催のイベント「D.H.B☆Vol.02」に出演。共演はXARTS、DASH BOARD、Cream Cheese Cookie、step by step。11月に1stアルバム「BOYS＆GIRLS」リリース。
2000年1月、アルバムレコ発TOUR（東名阪クアトロ）を行う（全SOLD OUT）。2月1日、渋谷GIG-ANTICにてテラダメグミ主催のイベント「D.H.B☆Vol.02」に出演。共演はBEAT CRUSADERS、MARSH FIELDS、SIDE GORI、U CAN'T SAY NO!。3月、初の全国単独 TOUR“YOUTH　ATTACK　”を行う（大半がSOLD OUT）。7月、“that’s summer feeling 2000”と題した全17カ所のサマーツアーを行う。夏、イベント「長崎スカイジャンボリー」（ｗ/KEMURI,SNAILRAMP etc...）、ライジングサンロックフェス（札幌）に出演。8月、渾身のシングル「星に願いを」を発売。tvkの番組「優香のMUSIC PREMIUM」に出演し、ミネタが優香にシンセサイザーを教えた。
2001年3月30日からツアー「アホンダラ珍道中.春」を開始。4月27日、限定シングル「東京少年」を発売。「アホンダラ珍道中.春」の東京編として、5月18日、東京代々木公園野外ステージにて「東京初期衝動」と題した野外フリーライブを開催。マグネットコーティング、LINKをゲストに迎えた。約5000人以上のオーディエンスがつめかけた。7月、待望の2ndアルバム「さくらの唄」をリリース。レコ発（東名阪ツアー/大阪ベイサイドジェニー/名古屋ダイアモンドホール/渋谷　ONAIR EAST 全公演SOLD OUT） を行いそのまま全国31ヶ所（全ヶ所SOLD OUT）に及ぶ「全日本初期衝動2001」を8月から敢行。夏のイベントにも出演（四国モンスターバッシュ、仙台アラバキロックフェス、神戸ラッシュボール2001）「全日本初期衝動TOUR」FINAL（赤坂BLITZ/ZEPP大阪 /名古屋ダイアモンドホール）にて大盛況のうちに終わる（全公演SOLD OUT）。
2002年3月、ガールズ4人組バンドHOLiDAYS とのSPLIT CDを発売。それに伴うレコ発東名阪クアトロTOUR（全SOLD OUT）を行う。2002年4月、 グリーン・デイのJAPANツアーに全国5ヶ所MONGOL800と参加。2002年6月、JAPAN CIRCUIT（赤坂BLITZ）にエレファントカシマシらと出演。シングル「童貞ソー・ヤング」をリリース。インディーズながらオリコン3位を記録。同年夏の大型ロックフェスにも積極的に出演 （FUJI ROCK FES02、RISING SUN ROCKFES02、ロックロックこんにちは！in仙台　他）。8月14日にはお笑いコンビ”カラテカ”との共同企画「童貞ワールドカップ」を下北沢タウンホールにて開催。ガリットチュウ、デッカチャン、ROCKET Kが出演。司会はイノマー。ライブ後は新宿LOFT PLUS ONEにて祝賀会と称して深夜12時から朝の5時までトークイベントを行った。10月に初の自主企画「初恋アンドロメダ（ゲスト：YO-KING、GOING UNDER GROUND、LINK）」を川崎クラブチッタにて行う（即ソールドアウト）。12月、自分達の活動をより明確にさせるため自身のレーベル「初恋妄℃学園」を設立しシングル「若者たち/夜王子と月の姫」をリリース。 完全ノンプロモーションながらオリコン初登場5位を記録。
2003年1月15日、全国ツアースタート直前に突然解散を発表した。GOING STEADYにとって最後の音源「青春時代」を4月9日にリリース。また、公式記録映像作品「君と僕とBEEの BEAT★戦争」を4月23日にリリースした。
2000年代初頭の青春パンクブームの火付け役の一つのバンドであった。　
峯田和伸は実家の電器店を継がずに弟に譲り音楽の道に進みたいという希望を父に打ち明けたところ、「テレビや新聞に出るようになったら」と条件を付けられたが、マスコミには取り上げられないジャンルなので収入で見てほしいと言ったところ「大卒の5倍の年収をとるようになったら」という条件に変えてもらい、2000年の大学卒業時点でそれ以上の収入を得ていたことから許してもらったという。
解散後、峯田、安孫子、村井は共に銀杏BOYZに参加し、浅井はNIAを結成している。初恋妄℃学園は銀杏BOYZに引き継がれている。

## ディスコグラフィ

### シングル
1. You & I（1999年）
2. 星に願いを（2000年）
3. 東京少年（2001年）
4. HOLiDAYS & GOING STEADY（2002年）
5. 童貞ソー・ヤング（2002年）
6. 若者たち/夜王子と月の姫（2002年）
7. 青春時代（2003年）

### スタジオ・アルバム
1. BOYS&GIRLS（1999年）
2. さくらの唄（2001年）

### オムニバス
- TV-FREAK A GO GO!#2.0（1998年）
  - GOING STEADY（BOYS&GIRLS収録とは別Version）
  - Forever young（BOYS&GIRLS収録とは別Version）
- TV-FREAK NIGHT SAMPLER CD（1999年）
  - UNIVERSAL（BOYS&GIRLS収録とは別Version）
- SMALL CIRCLE OF ROCK（2000年4月10日）
  - GO FOR IT（さくらの唄収録とは別Version）
- BUMMED BROS（2000年10月20日）
  - I WANT YOU TO WANT ME（チープ・トリックのカバー）
  - 東京少年（さくらの唄収録とは別Version）
- STREET ROCK FILE THE BEST（2003年6月18日）
  - 東京少年
- Less Than TV LOVE SONG COMPILATION 友達以上 恋人未満 テレビ以下（2003年）
  - 夜王子と月の姫vs.the world（夜王子と月の姫のアコースティックギターバージョン）

### 映像作品
- TV-FREAK NIGHT(オムニバスのライブ映像作品でVHSでのみ)
  - UNIVERSAL
  - MY SOULFUL HEARTBEART MAKES ME SING MY SOUL MUSIC
- 君と僕とBEEの★BEAT戦争 VHS(初回限定),DVD(初回限定＆通常パッケージ)（2003年4月23日）監督：手塚一紀 & ミネタカズノブ ,

## タイアップ一覧
| 使用年 | 曲名         | タイアップ |
| ------ | ------------ | --- |
| 2015年 | 銀河鉄道の夜 | ニッポン放送『オールナイトニッポンサタデースペシャル 大倉くんと高橋くん』エンディングテーマ（2015年 - 2020年） |
| 2023年 | 銀河鉄道の夜 | Tポイント20周年ムービー「＃プレイバックTポイント」編 CMソング                                                  |